# اشچینیتک، استان شویئتوکرزیسکیه
اشچینیتک، استان شویئتوکرزیسکیه (به لاتین: Trzciniec, Świętokrzyskie Voivodeship) یک منطقهٔ مسکونی در لهستان است که در Gmina Nagłowice واقع شده‌است.